# Электромаш (Нижний Новгород)
Электромаш — российское предприятие в области производства радиоэлектронного оборудования в Нижнем Новгороде. Основано в 1943 году.

## Основные виды деятельности
Специализируется на разработке, производстве, монтаже, ремонте, модернизации и сервисном обслуживании метеорадиолокаторов и радиолокационных комплексов специального назначения.

## История предприятия

### Великая Отечественная война
Активное использование в Великой Отечественной войне новейших боевых комплексов — гвардейских реактивных миномётов, в просторечии называемых «Катюша», привело к необходимости строительства новых заводов для выпуска реактивных снарядов к ним.
Фактически история завода «Электромаш» начинается с декабря 1942 года, когда первые строители завода прибыли на лесную окраину Горького, расположенную в Сормовском районе.
Перед нами открылся унылый мрачный пейзаж. Мы увидели длинное приземистое складское здание, неподалёку ещё одну заброшенную каменную постройку поменьше, десятки различных сарайчиков. а вокруг простирался сосновый борМ. В. Казантаев
На такой «базе» группа специалистов, которые приехали первыми, и приступили к созданию нового завода. Тогда не было ни квартир, ни общежитий. Люди жили, питались и спали в наспех оборудованных под службы помещениях. Монтаж сборочных линий и подготовка складов и помещений велась 24 часа в сутки. В результате уже в марте 1943 года фронт получил первые снаряды, произведённые на новом заводе, а с апреля началось серийное производство, и предприятие стало ежедневно отправлять по 50 вагонов боеприпасов для «Катюш». Высокий уровень организаторской работы, вкупе с хорошим трудовым настроем коллектива позволил уже в 1943 году перевыполнять намеченные планы производства.
Одной из наиболее знаменательной и важной датой в истории завода и заводчан является 28 августа 1943 года, когда Совнарком СССР принял постановление о придании филиалу Дзержинского завода им. Я. М. Свердлова статус самостоятельного предприятия Наркомата боеприпасов. Фактически, эту дату можно считать днём основания нового завода под названием «Государственный завод № 105».
Коллектив завода, понимая, что над Родиной нависла смертельная опасность, работал с полной самоотдачей не за страх, а за совесть. На предприятии была жёсткая, практически воинская дисциплина с напряжённым ритмом труда, почасовым графиком и четкой организацией материально-технического снабжения. Руководством завода было организовано соревнование между трудовыми коллективами. Лидирующим потокам, по итогам соревнования, торжественно вручалось переходящее Красное знамя. Кроме того, лидирующие коллективы стимулировались талонами на дополнительное питание. Ежедневно на специальных досках показывались достигнутые результаты, назывались фамилии передовиков производства, вывешивались «молнии». Выпускалась заводская стенгазета «За Родину». Для обеспечения питания коллектива завода была построена неплохая то тем временам столовая. Для обеспечения заводчан едой, весной 1943 года было создано подсобное хозяйство с пахотной землёй и свинофермой. Кроме того, уже весной 1944 года для работников завода был сдан первый жилой дом и начато строительство общежития.
Готовность людей к самоотдаче и самопожертвованию, чтобы помочь фронту была нормой того времени. Зачастую рабочие завода проявляли настоящий героизм. Например, в топке паровоза, который должен был доставить комплектующие для производства, обнаружилась неисправность. Чтобы устранить эту неисправность, потребовалось бы ждать несколько часов, чтобы топка остыла. Это привело бы к простою производства и срыву поставок на фронт. Машинист Божедомов П. С., облив себя водой, влез в раскалённую топку и быстро отремонтировал её.
Также к заводу № 105, для выполнения производственных заданий, было приписано воинское подразделение состоящее из солдат разных национальностей. Казармы солдат, работавших на предприятии, были размещены в помещениях бывшего свинарника. Ляховецкий Яков Михайлович, который в то время был старшим лейтенантом и командовал 6 взводом на заводе, вспоминает:
Ближе познакомился я с остальным личным составом подразделения. В нём было 5 коммунистов, 49 комсомольцев. Представлял он чрезвычайно разноликую, многонациональную команду из 11-ти национальностей — русских, украинцев, белорусов, казахов, таджиков, узбеков, татар, мордвин, хакассов, коми, каракалпаков. Но в отношениях между ними национальных различий не чувствовалось. Я не помню ни одного случая конфликта на этой почве.
На заводе выпускались реактивные снаряды М-8 и М-13. При этом снаряд М-13 был в 5 раз тяжелее по весу и более трудоёмким в производстве. Для выполнения месячного плана за смену надо было выпустить 600 снарядов в потоке. Производственная смена составляла 12 часов. Нередко задания увеличивали, когда готовились крупные операции на фронте. Комплектующие для сборки — корпуса реактивных снарядов, головки с разрывным зарядом, шашки пироксилино — тротиловых порохов, ящики для упаковки и др. — поступали с Горьковского автозавода, завода «Красное Сормово» (з-д 112), Дзержинска и других предприятий. Кроме того, использованные ящики из под снарядов привозили с фронта. Также на предприятии выпускались химические реактивные снаряды.
В начале марта 1944 г. произошла реорганизация. Была создана 12-я техническая рабочая бригада (12ТРБ) для усиления помощи военным заводам Горьковского и Уральского кустов, которые производили реактивное вооружение. Подразделения, работавшие на заводе № 105, были объединены в 1-й технический рабочий дивизион (1 ТРД). А взводы преобразованы в технические рабочие команды (ТРК). После победы Советского Союза в Великой Отечественной войне, в июле 1945 года завод был передан из состава Наркомата боеприпасов в подчинение тресту «Сельэнерго». В конце сентября 1945 года, после победы над милитаристской Японией, бригада была расформирована. А начсостав был либо демобилизован, либо продолжил службу в других воинских частях. Завод поставил на фронт за годы войны более 1,5 миллиона боеприпасов, при этом отгружая ежесуточно по 60 вагонов.

### Послевоенные годы
Одной из важнейших задач первых послевоенных лет встала задача восстановления и подъёма разрушенного сельского хозяйства. Решением 4-й пятилетки (1946—1951 гг.) был взят курс на ускорение темпов электрификации села. Это, в то время, требовало широкое использование энергии малых рек и передвижных электростанций. Чем и стал заниматься заново создаваемый электромеханический завод. Переход предприятия на мирные рельсы потребовал переобучения значительной части специалистов завода на курсах переподготовки. Оставшаяся часть коллектива проводила перепланировку опустевшего корпуса и занималась выбиванием нового оборудования. В основном корпусе были созданы электромонтажный, механический и заготовительные цехи. В небольшом сарайчике разместилась столярная мастерская. Очень быстро было налажен выпуск трансформаторов, и уже к январю 1946 года изделиями завода были оснащены около 200 гидростанций.
В 1947 году был заложен корпус литейного цеха — первого вновь возведённого каменного здания завода, а уже в 1950 году он вступил в эксплуатацию. В пристрое к нему был размещён инструментальный цех и отдел главного механика. Построена одноэтажная засыпушка для столярно-модельного цеха. Начиная с относительно простой электротехнической продукции (трансформаторы, электромоторы, передвижные электростанции) завод стал осваивать более сложные механические изделия, вроде дизеля-молота ДБ-45. В пятой и начале шестой пятилеток завод стал выпускать колёсные скреперы Д-183. Ещё более сложным изделием освоенным предприятием была передвижная железнодорожная электростанция ЖЭС-30. Все эти изделия требовали совершенствования производственной базы и создания новых рабочих мест. В частности в 1953 году был построен специальный скреперный цех (ныне, это ремонтно-механический цех). В 1955 году был построен корпус деревообделочного цеха. С 1952 года, в течение нескольких лет проводились мероприятия по модернизации литейного цеха, позволившие повысить качество и увеличить объёмы литья. В 1954 году на заводе было разработано оборудование для автосварки, которое было внедрено в производство. Тогда же была построена сварочная лаборатория. По итогам 1957 года рост объёмов производства завода, по сравнению с 1946 годом составил 291,6 %. План выполнялся по всем показателям, без рекламаций. По итогам всесоюзного соцсоревнования заводу было присвоено во II квартале 1957 года II классное место по Министерству, а в I и III квартале отмечена хорошая работа.

### 1958—1970 года
К концу 50-х годов в Советском Союзе наметилось серьёзное отставание от развитых капиталистических стран в таких областях, как электроника и кибернетика. Без развития радиотехнической промышленности было невозможно дальнейшее развитие государства и это ставило под угрозу её безопасность. Чтобы нивелировать это отставание, требовалось создание новых радиозаводов. В апреле 1958 года завод был подчинён управлению радиотехнической и электронной промышленности Горьковского (позднее Волго-Вятского) совнархоза. После восстановление отраслевого принципа управления предприятиями завод был переподчинён Министерству радиопромышленности СССР (МРП СССР). Заводу предстояло наладить производство принципиально иной продукции, которая в плане точности и организации производства превосходила выпускавшиеся изделия на несколько порядков. Так как для производства и разработки такой продукции завод не имел специалистов, то пришлось приглашать довольно большую группу радиоинженеров и радиотехников с завода имени Ленина.
Началась работа по созданию новых производств, цехов, и участков, и реконструкция старых. Завод стал специализироваться на двух направлениях — механика и электрика. Если для механики высокой точности в какой-то степени производственная база имелась, то монтажно-сборочное производство для изготовления радиоаппаратуры предстояло создать. В 1959 году монтажно-сборочный цех был организован.

«Монтажно-сборочный цех — это и есть завод» — несколько гиперболически, но с большой долей истины подчеркивал не раз позднее главный инженер В. А. Быков.— 
Необходимо также было иметь и гальваническое производство. В 1959 году были объединены и перепланированы малярный, гальванический, травления, пескоструйный участки в отделочный цех. С 1958 года литейный цех перестраивается под выпуск цветного литья, а потом на выпуск сплавов на медной основе. Через два года была проведена его реконструкция в ходе которой были расширены землеприготовительный и обрубной участки. В 1963 году для производства алюминиевых сплавов были установлены печи типа «Калеман». На механическом производстве тоже происходили в это время перемены. Во вновь построенном цеху было размещено и расширено инструментальное производство. В 1959 году был построен филиал завода в посёлке Суроватиха, с механической базой, и полигоном для испытания изделий. Также, там было создано специальное бюро автоматизации и механизации при отделе главного технолога (ОГТ), которое позже стало самостоятельным отделом.
Заводу предстояло освоить производство радиолокаторов. В частности, метеолокаторов. Первый отечественный метеолокатор МРЛ-1 был разработан специалистами ВНИИРа в 1962 году под руководством главного конструктора Шевела Г. Ф. МРЛ-1 представлял собой передвижную радиолокационную станцию, которая была предназначена для обнаружения и выявления месторасположения и высот радио — лучево-дождевых облаков, эхо, осадков облажного характера, определения тенденций изменения метеорологической обстановки, предупреждения о грозах, сильных ливневых дождях, граде. Станция могла определять максимальную интенсивность выпадающих осадков в радиусе до 90 километров.
МРЛ-1 или «Облако», как условно называли это изделие на заводе, значительно превосходило по своей сложности продукцию, которая ранее выпускалось на заводе. На одном из совещаний было отмечено, что если коллектив научится делать МРЛ-1, то ему окажется по плечу любая радиоаппаратура. В 1963 году началась подготовка производства, которая шла параллельно с выпуском серийных изделий и освоением другой новой техники. Чтобы освоить новое производство в 1964 году был построен корпус № 2, где разместились цеха 9, 10, 14 сборочно-монтажного производства, и в 1965 году корпус № 1, в котором разместились механические цехи (слесарный, сварочный, заготовительный, АПТК) и отделочный цех. При этом в малярном отделении отделочного цеха была введена комплексно-механизированная линия окраски и сушки крупногабаритных деталей. В 1963 году был организован сварочный цех. В 1964 был построен корпус компрессорной, первая очередь районной электроподстанции и корпус 10А. А в 1965 году был организован автомонтажный цех, предназначенный для монтирования вращающихся антенн на крышах автофургонов. Была создана мастерская при механическом цехе по сборке универсально-сборочных приспособлений (УСП). Ремонтная база завода разделилась на ремонтно-механическое, ремонтно-строительное и энергетическое подразделения. Несмотря на все проведённые мероприятия трудностей в освоении новой техники было больше, чем предполагали. Не хватало специалистов и оборудования, а также на заводе не было многих необходимых производств, и времени на их создание тоже не хватало. Часть оборудования приходилось получать с других заводов. В частности, серьёзные проблемы возникали с освоением производств волноводов миллиметрового диапазона и новых типов трансформаторов, а также с механической обработкой и шлифовкой зубчатых колёс.
Первые три «Облака» должны были появиться в первый год восьмой пятилетки, в 1966 году. 31 августа 1966 года был принят ОТК и заказчиком первенец отечественной метеолокации МРЛ-1. Несмотря на это до конца года не была выпущена ни одна новая станция. Фактически не было ни одного узла и блока куда бы не приходилось вносить изменения, внедрять рационализаторские предложения для снижения трудоёмкости, выявлять конструкторские ошибки в документации. При этом все изменения необходимо было согласовывать с разработчиком. Для изучения аппаратуры приходилось часто ездить в Ленинград и решать задачи материально-технического снабжения. По мере освоения производства рос и творческий коллектив инженеров завода, и в частности инженеров-лаборантов, которым зачастую приходилось участвовать в настройке радаров и обучать регулировщиков. Действовали лаборатории: комплексная, индикаторной аппаратуры, приёмной аппаратуры, блоков питания. Важнейшим событием в истории завода и его инженерных служб стало создание в 1965 году опытно-конструкторского бюро (ОКБ).
Несмотря на все болезни роста, мастерство изготовителей росло с каждой выпущенной станцией. В 1969 году первая станция была направлена на экспорт. В 1970 году завод начал выпуск новой станции МРЛ-2, которая была разработана в 1968 году. В отличие от МРЛ-1 она выполнялась в стационарном варианте и предназначалась для установки в аэропортах и зональных обсерваториях. У неё был только один сантиметровый канал, но чувствительность была выше. Антенна МРЛ-2 была заключена в радиопрозрачный колпак, для устранения ветровой нагрузки. Также была установлена система изо-эхо. Помимо метеолокаторов коллектив завода осваивал крупные и сложные изделия военного назначения.

### 1971—1977 года
Новизна внедряемых технологий, объём возникающих задач и связанных с этим проблем, приводила к тому, что руководству завода постоянно приходилось «выпрашивать» в Министерстве коррекции к плану. Из-за этого завод критиковался, как отраслевым руководством, так и партийными органами. По итогам работы последнего 1970 года восьмой пятилетки, результаты были признаны неудовлетворительными. Только на 88,5 % был выполнен план по реализации товарной продукции, и на 85,6 % план его выпуска. Была сорвана основная номенклатура. Возникло тяжёлое финансовое положение. В предыдущий период коллектив завода научился делать метеолокатор, теперь надо было освоить его плановый выпуск в заданных количествах. Чтобы это сделать был составлен план повышения технического уровня и перевооружения производства на 1971—1985 годы. Среди важнейших задач были четкая специализация цехов, отделов и завода в целом. В частности, чтобы освободить механический цех от разовых заказов был организован филиал завода в городе Воскресенске. Второй важнейшей задачей было внедрение в короткие сроки передовых технологий и высокоэффективного оборудования. И третьим направлением было совершенствование управления производством, в том числе и через социалистическое соревнование.
Чтобы реализовать эти планы, уже в 1971 году был введён в эксплуатацию корпус № 6. В трансформаторном цехе организованы и механизированы участки зарядных линий и пропитки крупногабаритных изделий. Внедрены новые техпроцессы бесстержневой формовки и серебрения. В механическом цехе внедрена поточная линия групповой обработки зубчатых колёс. Расширена номенклатура деталей обрабатываемая на автоматах и токарно-револьверных станках. Создан участок УССП. В 1973 году был создан автоматно-револьверный цех, а в 1975 слесарно-каркасный. Кроме того были созданы механизированные склады в слесарном и пластмассовом цехах что значительно подняло производительность труда кладовщиц. В 1973 году в цехе № 4 появились первые станки с ЧПУ. Уже в 1977 году участок был реорганизован в самостоятельный цех. Для управления производством в 1972 на заводе была создана служба АСУП. В 1973 году была получена первая ЭВМ «Минск-32». В 1974 году она была сдана в эксплуатацию, и служба была реорганизована отдел АСУП. В декабре 1978 года Государственной комиссии была представлена первая очередь заводской системы АСУП, которая решала 53 задачи в 6 подсистемах. Более 600 мероприятий было проведено на заводе в первые три года пятилетки для улучшения производства.
На заводе в это время вводились ряд трудовых начинаний для повышения производительности труда. Часть передовых бригад брали на себя обязательство трудится под девизом «ни минуты простоя выпускных цехов по нашей вине». Также проводились соревнования между работниками за овладение смежными профессиями, наставничество, движение за право сдавать продукцию без приёмки ОТК. В конце 1976 года проходила общезаводская партийная конференция на которой было констатировано, что завод выполнил девятую пятилетку к 25 октября. Все приложенные усилия не пропали даром. В основном за счёт повышения производительности труда вырос объём производства. Значительно повысилась качество и надёжность изделий. ОТК принимало 97,5 % изделий сборочных цехов. И это несмотря на то, что заводчане и в эти годы осваивали новую технику и переходили на радиопродукцию третьего и четвёртого поколения. Наработанного опыта хватило, чтобы завод обрел устойчивость и стал справляться со встающими перед ним задачами.
В 1972 году ВНИИР изготовил на своём опытном производстве первый образец метеолокатора нового поколения МРЛ-5, или условно «Радиоград». Тогда же прошли государственные испытания, а в 1973 году — опытная эксплуатация. По её результатам документация была откорректирована и передана на завод. В 1975 году началась интенсивная подготовка его производства. Система МРЛ-5 представляла тогда специализированный двухволновой метеорологический радиолокатор, полностью основанный на полупроводниковых приборах за исключением магнетронов, ЭЛТ, и ЛБВ разрядников, с широким использованием микросхем и элементов счётно-вычислительной техники. Кроме сохранившегося от комплекса МРЛ-1 3 см канала, в МРЛ-5 применялся дополнительно 10 см канал. В условиях сплошной стены облаков 3 см канал, который позволяет получать информацию в радиусе до 300 км, слепнет. В свою очередь 10 см канал позволяет увидеть в этой стене облаков, приближающийся шторм или образование града. Собственно говоря, название станции «Радиоград» и было получено от её возможности обнаруживать градоносные метеообразования. В метеолокаторе применена система отражения метеоинформации на световом табло, а также индикации энергетического потенциала, на которой оператор мог видеть сложившуюся метеообстановку.
Освоение МРЛ-5 означало переход предприятия на элементную базу третьего поколения. Вместо электронных ламп и трансформаторов пришли микросхемы. Необходимо было создать участок их пайки, и обучить людей новым технологиям. Важным новшеством было изготовление фотокодирующих дисков. Большие проблемы возникали при выпуске волноводов большого сечения и масляных трансформаторов. Зеркало антенны МРЛ-5 было значительно больше в диаметре и их приходилось частично изготавливать вручную, в отличие от антенны МРЛ-1. Опытный метеолокатор был изготовлен в 1975 году, а первая серийная станция в 1976 году. Эксплуатация и испытания комплексов МРЛ-5 выявили большое количество конструкторских недоработок, в результате чего на заводе был разработан план мероприятий по повышению качества и совершенствованию конструкции. В частности была введена рециркуляция воздуха в волноводных трактах I и II каналов, переработана конструкция токосъёмника, исключены функциональные датчики вал-код, внедрены схемы получения функциональной угловой информации, переработан ряд прочих систем метеолокатора.
Нельзя не отметить вклад завода в области производства медицинского оборудования. Ранее больные с врождёнными пороками сердца считались обречёнными. Существовавшие тогда средства анестезии практически были непригодны при операциях на сердце, так как больной человек мог умереть от болевого шока. Врачи пришли к методу охлаждения организма. Больного опускали в холодную ванну, но этот метод был неудобен и тогда врачи придумали охлаждать только мозг, чтобы защитить его от необратимых последствий из-за нарушения кровообращения. Конструкторы Всесоюзного научно-исследовательского института радиотехники разработали прибор искусственной гипотермии. Производство его было поручено заводу Электромаш. Несмотря на меньшую сложность, чем радиолокаторы, освоение его в производстве затянулись примерно на 2 года (1971—1972), из-за нехватки мощностей и предъявляемых высоких требований к надёжности аппарата, так как от него зависела жизнь больного. Фактически выпуск начался в 1972 году, и в этом же году изделию была присвоена высшая категория качества. При чём надо отметить, что применялся этот аппарат не только при лечении пороков сердца, но и при реанимации при мозговых явлениях, и при лечении травм черепа. В дальнейшем было освоено целое семейство гипотермических приборов «Холод-2Ф», «Холод-4Ф», «Флюидокраниотерм». Какое-то время на заводе производился ультразвуковой эхокардиометр «Узкар». Производство его было передано на другой завод. Планировался к изготовлению прибор «Циклон», который должен был излечивать раковые заболевания, но сенсации века не случилось и серийного производство этого прибора не было.

### 1977—1985 года
На заводе встал вопрос о выпуске изделия культурно-бытового предназначения. Первоначально планировали выпускать электрофон, но отказались от этой идеи в пользу выпуска телевизоров. В министерстве поддержали эту идею. В соответствии с приказами министерства от 1 декабря 1975 года и 2 марта 1976 года стали разрабатываться мероприятия по обеспечению проектирования, строительства и пуска в эксплуатацию завода цветных телевизоров при головном заводе Электромаш. Планировалось построить 7 корпусов с общей площадью 13,1 тыс. м². Общий объём капиталовложений составил 22 миллиона рублей. Постановлением Совета Министров СССР от 29 июля 1976 планировалось расширить завод с вводом дополнительных 40 тыс. м² производственных площадей. Несмотря на то, что стройка ещё не начиналась завод организовал производство блоков БРК и БС на имеющихся площадях. В двух комнатах (в одной работали монтажники, в другой регулировщики) на втором этаже автомонтажного цеха были организованы первые производственные участки. В 1977 году были изготовлены первые блоки, но основные работы были впереди. Фактически рядом с заводом строился новый завод. Предстояло освоить массовое производство, чем завод «Электромаш» раньше никогда не занимался, кроме двух военных лет. Проблемы возникали с материально-техническим снабжением и освоением новых технологий, но несмотря не все трудности, работники завода делали всё, чтобы новое производство быстрее заработало. Был построен многоэтажный основной корпус в котором разместились инженерные и экономические службы, монтажные и сборочные цехи. Выпускной цех был полностью конвейеризирован. Потом было построено и механическое производство. Наконец в день коммунистического субботника в апреле 1979 года конвейер был запущен и были собраны опытные образцы телевизора «Лазурь-714». В дальнейшем производство нового телевизора и его популярность среди населения стремительно росли. Также были выпущены новые модели телевизоров «Лазурь-721» и «Лазурь-Ц202». Однако вышестоящие организации решили придать заводу «Лазурь» статус самостоятельного завода. На этом история завода «Электромаш», связанная с выпуском телевизоров заканчивается.
Помимо выпуска телевизоров, завод продолжал осваивать выпуск метеолокатора МРЛ-5. С 1979 года локатор экспортируется в десятки государств мира. В 1980 году он был аттестован на 1-ю категорию, а в 1981 году на Государственный знак качества. При этом было отмечено, что многие его параметры комплекса значительно выше требований Всемирной метеорологической ассоциации. Отличными качествами станции были пределы сканирования, точность определения координат метеообъекта, чувствительность приёмника. В 1983 году в городе Нальчике проводилась Всесоюзная конференция по качеству МРЛ-5. Несмотря на полное соответствие мировому уровню развития метеорадиолокационной техники, обнаружились некоторые недостатки, связанные с недостаточной надёжностью покупных комплектующих, недостаточной эффективностью системы гарантийного и послегарантийного обслуживания и ремонта. Также имелись некоторые конструкторские недочёты. По результатам конференции была проведена работа по их устранению. Была повышена надёжность блоков наддува и торсиона и улучшилось качество циркуляторов благодаря применению нового оборудования и изменению техпроцесса. На лицевых панелях стала использоваться шелкография, вместо гравировки. В результате чего, в 1984 году была проведена повторная аттестация МРЛ-5 на Государственный знак качества. В 1983 году в областной газете «Горьковская правда», а потом в центральной «Правде» был опубликован репортаж о «Радиограде» — «В прицеле — облако», где отмечалась перспективы улучшения комплекса, с помощью системы автоматической обработки метеоинформации «Облако-Циклон». К этому времени завод выпустил опытную партию этой аппаратуры и провёл её испытания. Благодаря этой системе скорость обработки информации выросла в 5 раз.
К началу 80-х годов экстенсивные методы хозяйствования изжили себя, из-за дефицита ресурсов и рабочей силы. Необходимо было проводить перевооружение завода более высокоэффективной техникой. В 1982 году был закуплен первый обрабатывающий центр японской фирмы «MAZAK» с магазином на 24 инструмента. Это позволило объединить несколько операций, которые производились на нескольких обычных станках В следующем году был закуплен ещё один японский обрабатывающий центр. Потом закупались обрабатывающие центры отечественного производства. Сотни деталей были переведены не станки с ЧПУ, в течение 11-й пятилетки. Благодаря созданию в 1984 году в литейном цехе участка, где внедрялась технология литья под давлением, была снята проблема стального литья, которое получали с других заводов. В слесарном цехе был создан робототехнологический комплекс, но работал он не эффективно и часто ломался. Более эффективно себя показали разного рода станки-автоматы, в частности, для нарезки трансформаторных пластин. В 1984 году была организована лаборатория резания и упрочнения режущего инструмента и деталей механической оснастки, оснащенная современным оборудованием: вакуумной установкой «Булат», лазерной установкой «Квант-10», и т. д. Специалисты отдела механизации и автоматизации принимали плодотворное участие в создании установки магнитно-импульсной обработки режущего инструмента, которая в 1984 году экспонировалась на ВДНХ, а также в автоматизации и механизации литейного, малярного и гальванического производства. В течение одиннадцатой пятилетки предприятие занимало классные места в соревновании, как среди предприятий Министерства радиопромышленности, так и города. В ходе этой пятилетки было освоено несколько новых изделий по спецзаказам, целая серия токосъёмников, было подготовлено производство метеолокатора с дистанционным управлением — «Радиоград-Д». В 1985 году завод удостаивается орденом Отечественной войны I степени.

### Перестройка и распад СССР
В апреле 1985 года началось реформирование народного хозяйства, известное как «Перестройка», и был принят лозунг «ускорение социального и экономического развития Советского Союза», который требовал изменение работы всех промышленных предприятий СССР. В феврале 1986 года собрание специалистов и передовых рабочих завода обратилось к коллективу завода с призывом ко всем работникам завода включиться к использованию всех резервов производства, и внедрению новейших достижений науки и техники. В соответствии с пятилетним планом заводу предстояло значительно увеличить объём производства, как по основным серийным изделиям, так и по новой технике. Фактически требовалась очередная реконструкция производства с введением новых производственных мощностей и внедрением современной вычислительной техники в АСУ ТП и АСУП, современного оборудования и станков с ЧПУ, разработкой новых технологических процессов. В 1986 году были объединены в единый комплекс АПТК, механическое производство (механический цех и цех станков с ЧПУ) и часть службы автоматизированного управления технологическими процессами (технологи, программисты). Кроме того были введены меры материального стимулирования программистов и технологов. Их заработок стал напрямую зависеть от сроков внедрения разработанной ими программы или технологии на производстве. Благодаря этому был значительно ускорен процесс переноса производств деталей с универсальных станков на станки с ЧПУ. Ещё большая отдача от комплекса была достигнута в 1987 году, когда переводили на систему группового управления фрезерные станки. Кроме-то в 1986 году был введён в эксплуатацию цех печатных плат с современным высокотехнологичным оборудованием (установка «Минск-2009, 2005»), которая позволяла изготавливать монтажные платы автоматизированным методом. В это время происходил переход на новейшую элементную базу четвёртого и пятого поколения, поэтому мощности участка микросборок также были увеличены. При производстве деталей стали активнее использовать многоместные пресс-формы и другие прогрессивные виды формообразования. По итогам первого полугодия 12-й пятилетки завод вышел победителем среди предприятий Министерства радиопромышленности. Успешными были и итоги 1986 года.
Продолжалась модернизация и усовершенствование метеорадиолокатора МРЛ-5. В 1987 году были созданы аппаратура предварительной обработки сигналов (АПОС) и ПДУ. Так как АПОС не решал проблему обработки метеоинформации, стало очевидным создание единого комплекса в котором был бы объединён непосредственно метеолокатор, АПОС, ЭВМ и другая аппаратура. В 1987 году на заводе приступили к подготовке производства это комплекса, а в 1989 году был получен первый образец, который был назван АКСОПРИ. Гидромет СССР провёл государственные испытания этого комплекса, по результатам которых комплекс АКСОПРИ был рекомендован к серийному производству. Также, в течение 1987—1988 годов на заводе проходила активная работа по автоматизации в основном инженерного труда. В частности в сборочно-монтажном цехе были внедрены комплексы автоматизированного контроля параметров стойки стыковки, запущена установка для полуавтоматической установки радиоэлементов на монтажные платы и освоено программирование микросхем. Стали активно использоваться автоматизированные системы проектирования штампов и печатных плат. В течение 1987—1989 года активно развивалась инфраструктура завода. Был создан цех складского хозяйства и построены новые склады «Орск» и «Молодечно», обновлена транспортная техника, при отделе капитального строительства (ОКС) был построен цех стройиндустрии.
1 января 1988 года завод «Электромаш» стал одним из первых предприятий отрасли, которое перешло на полный хозяйственный расчёт и самофинансирование. Первым на хозрасчёт, или как тогда называли бригадный подряд, был переведён проблемный тогда заготовительный цех, где нарезали металл для механических цехов. С цехом был заключён договор, который предусматривал материальные санкции в случае его невыполнения, а успешная реализация обязательств предусматривала материальное поощрение. В целом работу этого цеха удалось наладить. Более успешным можно считать переход цеха печатных плат на бригадный подряд, который позволил уже через месяц-другой выполнять план, так как он учитывал опыт предшественника. Новые подходы стали использоваться при оплате труда инженерных работников. Руководители отделов получили право устанавливать процент премии, исходя из конкретного вклада работника. Несмотря на то, что предприятие тогда считалось передовым в отрасли, которое постоянно перевыполняет план, к концу 12-й пятилетки перед предприятием встала острая проблема смены номенклатуры изделий, вызванное ситуацией в стране (резкое снижение госзаказов на одно изделие и полное снятие с производства другого), так и необходимостью обновления устаревшего изделия. Эта информация была доведена до коллектива на отчётно-выборной профсоюзной конференции в октябре 1989 года. Перед коллективом завода встала неизбежность сокращения и переучивания на другие профессии. Чтобы преодолеть эти проблемы заводу нужно было наращивать, как имеющиеся производства гражданского направления, так и осваивать новые.
После отделения завода «Лазурь» в самостоятельное производство, уже в 1983 году перед заводом «Электромаш» встал вопрос о производстве гражданской продукции. До этого из гражданской продукции на заводе производились только настенная вешалка и шкаф кухонный навесной, которые при реализации на 100 тыс. руб., приносили убыток в 25 тыс. руб. Положение нужно было менять и был создан творческий коллектив для поиска новых конкурентоспособных изделий. Стали серийно выпускаться такие изделия, как полочка под телефон, вешалка навесная, бобышка. В результате чего в 1986 году объём реализуемых товаров народного потребления (ТНП) вырос до 600 тыс. руб. с прибылью 24 тыс. руб. В следующем году был достигнут миллионный рубеж, а к концу 1990 года объём увеличился до 7,8 млн руб. при прибыли 330 тыс. руб. Кроме мебели завод выпускал тренажёр «Спартак», субмодуль синхронизации УСР. Был налажен выпуск металлических теплиц и печей для бань. Освоен производство сервисного стола, светильника, полки «Славянка», кухонного гарнитура, электророзжига газовых печей. Хорошую инициативу проявили литейщики, которые сумели самостоятельно разместить заказы на производство вентилей. Высокие потребительские качества кухонной мебели и других изделий, производимых деревообрабатывающим цехом завода, а также их низкая цена, привела к тому, что кухонные гарнитуры пользовались высоким спросом среди заводчан и на предприятии образовалось очередь желающих приобрести эту мебель. В условиях экономического и политического кризиса, и начавшейся конверсии, производство товаров массового спроса и увеличение их выпуска помогли выжить заводу в трудные годы.
В эти годы заводу необходимо было освоить новое изделие по специальному госзаказу, которое должно было заменить аналогичное старое, снимаемое с производства (с расформированием сборочного цеха). Оно было более современное, сложное и меньшее по габаритам. Одновременно с этим заводу предстояло освоить изделие ИКМ-30-4, предназначенного для умножения линейных мощностей телефонных станций. В него входило 29 блоков, которые можно было использовать, как в отдельности, так комплексно. Фактически, это была первая после «Лазури» попытка организовать на заводе массовое производство. В 1990 году на заводе вышел приказ о подготовке производства ИКМ-30-4 с началом серийного выпуска в 1991 году. На части площадей трансформаторного цеха, предусматривалось создание крупного специализированного участка с высокой степенью механизации и автоматизации. При этом производство гипотермических приборов и прочие изделий производимых в этом цехе переносились в автомонтажный цех. В декабре 1990 года на временных площадях монтажно-сборочного цеха были выпущены первые блоки КЛТ-11. В целом, несмотря на определённые трудности, (проблемы материального снабжения, упал госзаказ и объёмы производства, рабочие стали уходить в кооперативы и малые предприятия, где была более высокая зарплата) связанные с кризисом экономики и начавшимся распадом СССР, завод к 1991 году выполнил задания 12-й пятилетки. При этом перед руководством завода стояла задача новых перспективных изделий, чтобы обеспечить завод прибылью, а работников занятостью.

### 90-е годы
В 1991 году экономическая и политическая обстановка в стране серьёзно осложнилась. «Павловское» повышение цен в 1991 году и «гайдаровская» либерализация цен, которая проводилась по классическому сценарию «шоковой терапии», в 1992 году, не решили экономических проблем стоявших перед страной, а только вызвали гиперинфляцию, и усугубили экономическое положение населения и предприятий. События августа 1991 года, рост преступности, межэтнические конфликты, распад СССР в декабре 1991 года, привели к разрыву десятилетиями складывавшихся экономических связей между предприятиями бывшего СССР. Экономическая свобода для предприятий, вместо блага стала источником бедствий. С 1991 года вместо стабильных поставок бурно развивается натуральный обмен — бартер. Материалы приходилось покупать на биржах, зачастую за баснословные цены. Начался старт гонки цен, когда предприятия пытались поднять цены на свою продукцию, чтобы выжить, приобретать оборудование и выплачивать заплату своим работникам. В исключительно тяжелейшей ситуации оказались в это время предприятия оборонки, в том числе завод «Электромаш», которые к тому же должны были в это время проводить конверсию производства, для выпуска более востребованной на рынке гражданской продукции.
В 1991 году на заводе продолжалось освоение изделия ИКМ-30-4. Были заключены договоры на поставку, теперь требовалось в короткие сроки наладить его массовый выпуск. Основной объём блоков этого изделия предполагалось выпускать в трансформаторном цехе, где под это дело было зарезервировано 2 этажа, а часть, в монтажно-сборочном цехе и цехе точной механики. Особенность выпуска этой аппаратуры было то, что она выпускалась на нескольких предприятиях страны, и заводу для обеспечения конкурентоспособности необходимо было иметь более высокое качество и низкую себестоимость этого изделия. Для обеспечения этого предусматривалось применение высокопроизводительной оснастки и оборудования, полуавтоматических линий и полуавтоматов. В частности специалистами отдела механизации и автоматизации (ОМА) были разработаны и сданы в эксплуатацию полуавтоматы для производства контактов и формовки радиоэлементов. При этом продолжалось совершенствование технологических процессов: была внедрена технология металлизации деталей из полиамида, получения рисунка на печатные платы 5 класса сложности, с применением установки экспонирования, холодного обезжиривания перед гальваникой в щелочном растворе с добавкой «Карат». К июлю строителями была завершена реконструкция цеха № 9. Службы главного механика и главного энергетика в сжатые сроки организовали монтаж, отладку, и сдачу оборудования и систем энергообеспечения и вентиляции. Лучшие мастера и специалисты были отправлены на выпуск новых изделий. Однако проблемы стали возникать из-за недопоставок комплектующих, в частности разъёмов из Армении. Это коснулось всех производителей этого изделия, поэтому было принято решение организовать производство этих разъёмов в Российской Федерации. К концу 1991 года, в трансформаторном цехе завершилась доводка установки для формовки радиоэлементов, различных средств малой механизации, и моечного аппарата. В цехе точной механики была намечена реконструкция участка блоков НРП.
Специалисты завода проводили изучение изделия ИКМ-30-4, а также Пихта-2, разработанных в Минсвязи СССР, на их конкурентоспособность, технологичность, и потребность рынку. Также прорабатывался вопрос об изготовлении контрольной аппаратуры для газодобывающих отраслей промышленности и систем связи «Пестунья». Коллективы ряда цехов проявляли инициативу в выпуске новой продукции. В каркасном цехе увидели возможность изготавливать мебель на металлической основе, инструментальщики нашли потенциальных заказчиков на оснастку, литейщики освоили ещё один вид вентиля, росли внешние заказы цеха стройиндустрии, цех утилизации увеличивал реализацию своих изделий. Несмотря на все эти локальные усилия, для решения задачи выживания, требовались концентрированные усилия в этом направлении. Поэтому в ноябре 1991 года было создано специализированное КБ при отделе главного конструктора, которое не то просто должно было подбирать и разрабатывать новые изделия, но и методично их осваивать. От КБ требовалось, чтобы новые изделия, можно было бы выпускать на существующей технологической базе, без больших затрат на новое оборудование. Они должны были выпускаться с низкой себестоимостью, чтобы было можно было завоевать новые рынки. Завод должен был найти товар, который он мог бы выпускать монопольно. Кроме того, требовалось искать новых надёжных поставщиков. Начались исследования конъюнктуры рынка, встречи на других предприятиях для налаживания связей, поездки по стране.
Несмотря на проблемы, итоги 1991 года, для завода, можно назвать относительно благополучными. Однако, либерализация цен с января 1992 года привела к гиперинфляции. Это нивелировало все достижения заводчан в области финансов. На протяжении 1992 года на заводе возникали ситуации, когда оказывалось нечем выплачивать зарплату работникам. Мало того, у завода возникали трудности с покупкой комплектующих и проблемы с реализацией произведённой продукции, так как покупатели не имели возможности платить. И с этим порочным кругом тогда столкнулась вся страна. Чтобы хотя бы отчасти выправить тяжёлое финансовое положение, руководство и все службы завода предпринимали героические усилия, чтобы не допустить спада и остановки производства. В частности, был заключён ряд новых договоров о поставках, в том числе за рубежом. Несмотря на все возникшие проблемы, выпуск блоков для ИКМ-30-4 постоянно нарастал, во многом благодаря тому, что участок трансформаторного цеха был полностью переоборудован на 2-х этажах. Однако возникли проблемы со сбытом произведённой продукции, которые удалось решить только после титанической работы с потребителями к концу 1992 года. Продолжались поиски новых конкурентоспособных изделий. В частности, таким изделием была признана радиостанция «Сирена», разработанная КБ «Горизонт», предназначенная для работников милиции. В течение 1992 года проводилась подготовка производства, как этого изделия, так и других новых перспективных изделий: УНК ВО, Пихта-2, ИКМ-480-5. На базе части ОКСа и цеха стройиндустрии было образовано арендное предприятие, которое обслуживало, как завод, так и имело сторонние заказы. Также на заводе был создан отдел маркетинга.
Несмотря на все предпринимаемые усилия исправить трудное финансовое положение, ситуация на заводе продолжала ухудшаться. На фоне начавшейся приватизации (это могло бы привести завод, который во многом зависел от государственных заказов, к тяжелейшим последствиями), в 1994 году завод «Электромаш», указом президента РФ Ельцина Б. Н., был включён в перечень Федеральных государственных унитарных предприятий, осуществляющих производство продукции (работ, услуг), имеющих стратегическое значение для обеспечения обороноспособности и безопасности государства, защиты нравственности, здоровья, прав и законных интересов граждан Российской Федерации. Согласно этому указу, стратегическое предприятие можно было включать в план приватизации федерального имущества, только после принятия Президентом РФ решения об исключении его из числа стратегических. В свою очередь, Правительство РФ своим распоряжением включило завод «Электромаш» в «Перечень стратегических предприятий и организаций». Благодаря этому Правительство РФ брало на себя обязанности, расписанные в федеральном законе «О несостоятельности (банкротстве)» проводить меры по предупреждению банкротства и финансовому оздоровлению стратегических предприятий и организаций. Кроме того, в 1996 году Правительство РФ включило Завод «Электромаш» в «Перечень предприятий и организаций оборонного комплекса, приватизация которых запрещена». Однако несмотря на законодательную заботу государства о заводе «Электромаш», в реальности предприятие столкнулось с сокращением гособоронзаказа на спецпродукцию и финансовой задолженностью со стороны государства, что на фоне инфляционных процессов вылилось в огромные долги предприятия, как перед работниками завода, так и перед юридическими лицами. Часть работников завода самостоятельно уволились, но большая часть коллектива, напуганная массовой безработицей, которая была тогда в Нижнем Новгороде старалась держаться за свои рабочие места, но огромная задолженность по зарплате всё-таки вынудила работников организовывать акции протеста, начиная с 1995 года. В частности, 9 сентября 1997 года прошла очередная забастовка работников Электромаша из-за 16-ти месячной задержки зарплаты и большой задолженности по социальным пособиям. Приостановив забастовку до 15 числа, работники вышли на свои рабочие места. Операторы заводской котельной провели свою собственную забастовку (задержка зарплаты 8 месяцев), заявив о том, что если не начнётся выплата денег, то котлы работать не будут. 15 сентября прошёл митинг трудового коллектива завода, на котором было принято обращение к рабочим Нижнего Новгорода с просьбой поддержать их забастовочное движение. 16 сентября, после выделения кредита городской администрации под выплату зарплаты работникам, тепло было пущено в дома. 19 ноября работники Электромаша пикетировали здание областной администрации из-за невыплаты зарплаты за 18 месяцев. К 22 июня 1998 задолженность по зарплате на заводе достигла 21 месяца и работники «Электромаша» снова начали забастовку. 23 июня отчаявшиеся люди пикетировали областную администрацию и после полученных обещаний разошлись. Задолженность Министерства обороны заводу «Электромаш» составляла в тот период 2,77 млн руб. Дело дошло до того, что 3 июля 1998 год администрации Нижегородской области пришлось издать распоряжение "О бесплатном проезде в автобусах городского сообщения работников завода «Электромаш» (отменено в 2004 году), так как у работников завода не было средств, чтобы добираться до работы. Тяжелейшее положение работников предприятия усугублялось ещё и тем, что в это время проходили массовые увольнения по сокращению кадров, а также случился экономический кризис 1998 года, который привёл к резкому росту цен и ухудшению уровня жизни населения России. В свою очередь, завод должен был выплачивать компенсации увольняемым через суды. Частично это происходило за счёт продажи оборудования и другого имущества. Часть помещений завода стали сдаваться в аренду частным фирмам. Завод оказался в экономическом тупике.

### Новое время
К началу 2000 года кредиторами завода «Электромаш» были бюджеты всех уровней и внебюджетные фонды, «Нижегородоблгаз», «Нижновэнерго», «Водоканал», «Нижегородпромстройбанк», «Промрадтехбанк», и т. д. Городским властям приходилось выколачивать старые долги из завода и при этом практически каждый год финансировать содержание заводской котельной, которая обеспечивала теплом и водой 9-ю отдельную мотострелковую Висленскую бригаду и 33 жилых многоэтажных дома. Чтобы покончить с этим, была собрана комиссия по привлечению налоговых платежей в горбюджет, на которой, в том числе, отмечалось, что «живые» деньги от сдачи пустующих помещений в аренду идут на зарплату руководству завода. Комиссия настоятельно рекомендовала налоговикам подать иск в суд о банкротстве завода «Электромаш», что и было сделано 30 декабря 1999 года инспекцией Министерства по налогам и сборам РФ по Сормовскому району. На момент подачи иска кредиторская задолженность предприятия превышала 30 миллионов рублей, в то время как дебиторская задолженность составляла порядка 25 миллионов рублей. В начале 2000 года решением арбитражного суда на заводе «Электромаш» было введено внешнее наблюдение. 6 марта на собрании кредиторов предприятия было принято его продлить. 14 марта 2000 года на заводе закончилось арбитражное наблюдение и генеральный директор и арбитражный управляющий ходатайствовали перед судом об отложении рассмотрения итогов внешнего наблюдения до середины мая 2000 года, мотивируя это тем, что не успели подготовить все данные по финансовому положению завода, на заводе ещё остались мобилизационные резервы, которые внешний управляющий не успел обследовать, а также, политическим мотивом, связанным с тем, что судьбу государственного завода лучше решать, после избрания нового президента России так как только после его инаугурации можно понять, может ли предприятие рассчитывать на государственный заказ и стабильное финансирование. Кроме того, руководство завода надеялось провести реорганизацию ФГУП в иной тип предприятия. Решением арбитражного суда внешнее наблюдение было продлено на 2 месяца. 4 мая на собрании кредиторов было принято решение ввести процедуру внешнего управления заводом и 16 мая 2000 года арбитражный суд поддержал это решение. К этому моменту заводе оставалось чуть более тысячи работников. Планировалось к ноябрю 2001 года завершить процедуру арбитражного управления мировым соглашением с кредиторами и полностью погасить задолженность по зарплате, которая составляла на тот момент 10,4 млн руб. Несмотря на то, что внешнему правлению удалось снизить задолженность по зарплате вдвое и не допустить роста её текущей задолженности, рост кредиторской задолженности продолжился во многом из-за того, что государство не оплачивало выполненный заводом оборонный заказ. По мнению В. П. Торгашева, который в это время был заместителем внешнего управляющего на заводе, если бы государство вовремя выплачивало деньги за гособоронзаказы, то предприятие успешно бы вышло из внутреннего кризиса. Несмотря на то, что платёжеспособность так и не была до конца восстановлена, с кредиторами удалось заключить мировое соглашение. Внешним управлением были предприняты ряд мер финансового оздоровления завода. В частности — концентрация производства путём создания компактного производства радиоэлектронной аппаратуры.
Во многом эти меры пришлось осуществлять новому руководству завода. В частности, был пересмотрена оргштатная структура завода и проведена полная инвентаризация. Совместно с Министерством промышленности и инноваций Нижегородской области за три месяца была составлена программа вывода из кризиса. Для этого к ноябрю 2002 года было создано компактное производство. Цеха были перепрофилированы и обеспечены теплом и водой. В 2003 году на заводе были полностью заменены трубы теплосети протяжённостью 1,5 км. Было принято решение активнее развивать гражданскую отрасль для стабилизации деятельности завода. Начали возобновляться деловые связи со старыми партнёрами завода, куда раньше поставлялась продукция. В том числе со Словакией, Сербией, Черногорией. Также стали налаживаться контакты со странами Южной Америки, куда были поставлены новые усовершенствованные комплексы АКСОПРИ-Г. В частности, на заводе была проведена модернизация этого комплекса, направленная на повышение экономичности и конкурентоспособности. В 2003 году инженерный коллектив завода начал разработку новых проектов: системы единого штормового предупреждения «Ураган», комплекта аппаратуры для маркировки и дистанционного поиска людей и транспортных средств в экстремальных условиях и др. Улучшилось взаимодействие завода и с Министерством обороны. В 2003 году сумма общего заказа для завода составила более 30 миллионов рублей. Из них доля оборонного заказа 40 %. К концу 2002 года были получены заказы на фирменный ремонт двух радиолокационных комплексов войск ПВО приграничной зоны. Благодаря улучшившийся экономической политике, предприятие вышло на текущие платежи со своими основными кредиторами. Также в 2003 году Электромаш получил лицензии на право производства, ремонта и разработки новых изделий специального назначения сроком на 5 лет. Также в этом году был получен заказ от Министерства обороны РФ на выполнение фирменного ремонта крупной партии радиолокационного комплекса обнаружения низколетящих целей 5У75 (57У6) «Перископ-ВМ» выпускавшегося на заводе «Электромаш» с 70-х годов.
К 2007 году предприятию так и не удалось рассчитаться со своими старыми долгами, и 15 февраля на заводе снова было введено внешнее наблюдение. 4 сентября 2007 года, определением Арбитражного суда Нижегородской области на заводе «Электромаш» была введена процедура внешнего управления, которая неоднократно продлевалось. Фактически с 2007 года по 2012 год завод «Электромаш» функционирует в состоянии банкротства. По состоянию на 20 декабря 2011 года на заводе «Электромаш» была полностью погашена задолженность по заработной плате.
13 марта 2013 года конкурсный управляющий ФГУП «Электромаш» Павел Петрущенков сообщил, что имущество завода будет продано на аукционе за долги предприятия. На торги будет выставлено 23 корпуса ФГУП «Электромаш», котельная, два объекта незавершённого строительства, склад, трансформаторная подстанция, и др. расположенные в Нижнем Новгороде А также три объекта расположенные в Борском городском округе Нижегородской области: пансионат, летний лагерь и свинокомплекс, общей стоимостью, которая оценивается примерно в 20 млн рублей. При этом долги предприятия составляют около 360 млн рублей. Завод «Электромаш» выполнил свой последний гособоронзаказ в феврале 2013 года, хотя планировалось выполнить в декабре 2012 года. По состоянию на март 2013 года все сотрудники предприятия были сокращены, кроме охраны, работников котельной и некоторых других. После реализации имущества федеральное государственное унитарное предприятие «Электромаш» будет ликвидировано, как юридическое лицо и предприятие окончательно прекратит своё существование.
По состоянию на начало 2013 года на балансе ФГУП «Электромаш» оставались конструкторская документация и материальные ценности, принадлежащие генеральному заказчику. В целях сохранения имущественного комплекса и технологических компетенций в феврале 2013 года на базе предприятия было создано ООО "НПП «Электромаш-НН».
Ценой неимоверных усилий, вновь созданной компании, удалось с нуля, по крупицам, обеспечить пакет заказов на 2013—2015 годы. В этот период было освоено производство вращающихся контактных устройств ФТ-68.01 по контрактам с ЗРТО, токосъёмников для РЛС серии «Небо» по контрактам с ПАО «Нител».
В кратчайшие сроки и в условиях жесточайшего кадрового дефицита воссоздано ремонтное производство наземных радиозапросчиков 73Е6, 76Е6, 1Л24.
Инвестиционная поддержка со стороны ОАО «Егоршинский Радиозавод» позволила ООО "НПП «Электромаш НН» в январе 2016 года выкупить у ФГУП «Электромаш» имущественный комплекс в составе 57-и единиц и провести процедуру реорганизации, так 7 июля 2016 года образовалось Акционерное общество "Завод «Электромаш». При этом, главным условием было сохранение назначения предприятия и передачи всех компетенций правопреемнику.
За первое полугодие 2016 года численность предприятия увеличилась на 100 человек. В кратчайшие сроки были воссозданы ряд производственных технологий.
Высокий уровень профессионализма вновь пришедших сотрудников и опыт ветеранов предприятия за пять месяцев, совмещая в режиме реального времени разработку и постановку на производство позволили выпустить первое изделие мобильной вышки «Сосна-НН», предназначенной для размещения средств связи и радиолокации на высоте до 35 метров.

## Продукция завода
АКСОПРИ-Г — двухканальный метеорологический радиолокационный вычислительный комплекс, работающий в диапазонах длин волн 3 см (1 канал) и 10 см (2 канал), в котором с помощью АПОС реализовано сопряжение метеорологического радиолокатора MPЛ-5 с УВК.
5У75 (57У6) «Перископ-ВМ» — двухкоординатная РЛС кругового обзора с эффективным цифровым устройством селекции движущихся целей (СДЦ), когерентным передающим устройством, предназначенная для обнаружения и проводки воздушных целей на фоне земли и метеообразований (в том числе крылатых ракет типа ALCM, летящих в горных условиях на малой высоте, в сложной помеховой обстановке) и обеспечения радиолокационной информацией боевых действий зенитно-ракетных войск и истребительной авиации.
Мобильная вышка «Сосна-НН»  — опора антенная мобильная «Сосна-НН» предназначена для размещения, транспортирования и оперативного развертывания и свертывания антенного оборудования весом до 300 кг на высоту 30 метров. Изделие представляет собой 5-ти секционную мачту установленную на шасси автомобиля КАМАЗ-5350 с гидравлической системой подъёма и предназначено для работы на открытом воздухе в любое время года и суток, на равнинной и горной местности до 4000 м над уровнем моря практически в любом районе земного шара.
Вращающиеся контактные устройства  — Фт-68.01, токосъёмник 286.09.03.

## Сервисное обслуживание и ремонт
Сервисное обслуживание и ремонт по состоянию наземных радиозапросчиков 73Е6, 76Е6, 1Л24.
Ремонт антенных прицепов из состава РЛС «Небо-У»

## Руководство[2]

### Директора завода
1944—1945 — Молочко А. А.
1945—1950 — Зорин В. В.
1950—1955 — Отвагин А. Ф.
1955—1965 — Дубровин Е. А.
1965—1970 — Антипов М. В. — кавалер ордена Трудового Красного Знамени
1970—1977 — Копылов В. С. — кавалер ордена Трудового Красного Знамени
1977—1993 — Бодров Е. А. — кавалер ордена Трудового Красного Знамени, знака «Почётный радист», лауреат Государственной премии.
 ?-2000 — Тушканов Сергей Иванович — кавалер знака «Почётный радист»
2000 — Романов Александр — арбитражный управляющий
2000 — Леонтьев Николай Яковлевич — исполнительный директор, кандидат экономических наук
2000—2001 — Дурдаев Геннадий — арбитражный управляющий
2002 — Кужель Александр Васильевич — исполняющий обязанности генерального директора
2002—2005 — Кондратьев Владимир Николаевич — директор, доцент, кандидат экономических наук
2005—2010 — Кудряшов Николай Серафимович — директор, кавалер ордена Красной Звезды
2007—2010 — Каджардузов Владимир Александрович — конкурсный управляющий
2010—2011 — Елев Евгений Иванович — исполнительный директор
2011 — Петрущенков Юрий Михайлович — конкурсный управляющий
2011—2012 — Гомонилов Герман Владимирович — исполнительный директор
2012 — настоящее время — Петрущенков Павел Михайлович — конкурсный управляющий
2013—2016 — Марголин Геннадий Яковлевич — генеральный директор ООО "НПП «Электромаш НН»
2016 — Соколов Анатолий Николаевич — генеральный директор ООО "НПП «Электромаш НН», АО "Завод «Электромаш»
2017—2018 — Дробышев Фёдор Васильевич — генеральный директор АО "Завод «Электромаш»
2018 — настоящее время — Маслов Александр Юрьевич — генеральный директор АО "Завод «Электромаш»

### Главные инженеры завода
1945—1951 — Дмитриев Н. М.
1958—1961 — Быков В. А. — кавалер ордена «Знак почёта»
1969—1979 — Пазухин А. В. — кавалер ордена Трудового Красного Знамени
1979—1985 — Минаев Ю. П.
1985—1995 — Белобородов Ю. А. — кавалер знака «Почётный радист»
1995—1996 — Тушканов С. И.
1996—1998 — Голендеев В. И.
1998— настоящее время — Марычев А.В